# Connichi
Connichi è una fiera sul fumetto e l'animazione giapponese che si tiene annualmente per tre giorni in Germania ed è una delle più grandi del settore in tedesco con oltre 18.000 visitatori nel 2011. Viene organizzata dalla associazione Animexx e.V.

## Storia
Il Connichi è stato tenuto per la prima volta nel 2002 a Ludwigshafen, dove accorsero 1.500 visitatori. Da allora, il Connichi si tiene ogni anno a settembre a Kassel con un numero di visitatori di anno in anno sempre maggiore.
LA fiera si tiene presso il Kongress Palais Kassel ed in parte presso l'adiacente Hotel Ramada. La sala da concerti, "Festsaal", offre posti a sedere per circa 1.500 persone. Eventi come concerti J-Rock o sfilate di cosplay si tengono nel vicino Nachthallen. Nei giorni dell'evento, il biglietto del Connichi permette l'utilizzo gratuito dei mezzi pubblici in determinate zone.
Il Connichi offre numerosi eventi e gare nei tre giorni in cui si estende, legati principalmente alla cultura giapponese, alla musica ed ai videogiochi. Fra i concorsi tradizionali si possono citare la gara dei cosplay, che dal 2004 da l'accesso ai vincitori al World Cosplay Summit, la gara per chi mangia più ramen nel minor tempo possibile (sponsorizzata dalla Nissin Foods) ed il concorso per i video musicali amatoriali.

## Edizioni
| Date                 | Location               | Città  | Visitatori | Ospiti |
| -------------------- | ---------------------- | ------ | ---------- | --- |
| 3-5 maggio 2002      | Kongress Palais Kassel | Kassel | 1.500      | Kazuya Tsurumaki |
| 5-7 settembre 2003   | Kongress Palais Kassel | Kassel |            | Yasuhiro Takeda, Hiroyuki Yamaga, Toru Tanabe |
| 10-12 settembre 2004 | Kongress Palais Kassel | Kassel |            | Yasuhiro Takeda, Hiroyuki Yamaga, Takami Akai, Blood, Toru Tanabe, Rubina Kuraoka, Tobias Müller, Daniel Schlauch, Sebastian Schulz                                              |
| 16-18 settembre 2005 | Kongress Palais Kassel | Kassel |            | Kazuhiro Takamura, Hiroyuki Yamaga, Lee So-young, Sanami Matoh, dream, Toru Tanabe, Sabine Bohlmann                                                                              |
| 15-17 settembre 2006 | Kongress Palais Kassel | Kassel | 12.000     | Takami Akai, Yoshiyuki Sadamoto, Shoji Saeki, Hiroyuki Yamaga, Makoto Tateno, Toru Tanabe, Yukari Fukui, David Turba                                                             |
| 7-9 settembre 2007   | Kongress Palais Kassel | Kassel |            | Yuji Nunokawa, Hiroyuki Yamaga, Savin Yeatman-Eiffel, Ayano Yamane, Haruko Momoi, m.o.v.e., Rentrer En Soi, Nobuyuki Hiyama, Tetsuya Kakihara                                    |
| 12-14 settembre 2008 | Kongress Palais Kassel | Kassel |            | Takami Akai, Hiroyuki Yamaga, Yasuhiro Takeda, Hiroyuki Imaishi, Atsushi Nishigori, Masahiko Ōtsuka, Yō Yoshinari, Ryōji Masuyama, Kazusa Takashima, Haruko Momoi, Pornophonique |
| 18-20 settembre 2009 | Kongress Palais Kassel | Kassel |            | Hidenori Matsubara, Takami Akai, Hiroyuki Yamaga, Haruko Momoi, Robert Labs, Back-On                                                                                             |
| 10-12 settembre 2010 | Kongress Palais Kassel | Kassel |            | Hiroyuki Yamaga, Yutaka Uemura, Gakuto Mikumo, You Higuri, Olivia Lufkin, Haruko Momoi, Rumi Shishido, Kumiko Uehara                                                             |
| 16-18 settembre 2011 | Kongress Palais Kassel | Kassel | 18.000     | Hiroyuki Yamaga, Osamu Kobayashi, Michihiko Suwa, Kouhei Tanaka, Cécile Corbel, May'n, Novala Takemoto, Kumiko Uehara, Hideki Kenmochi, Kaya Matsutani                           |